# Монокристал
Ця стаття про кристал, структура якого неперервна й непорушна у всьому об'ємі. Про російське підприємство див. Монокристал (підприємство).

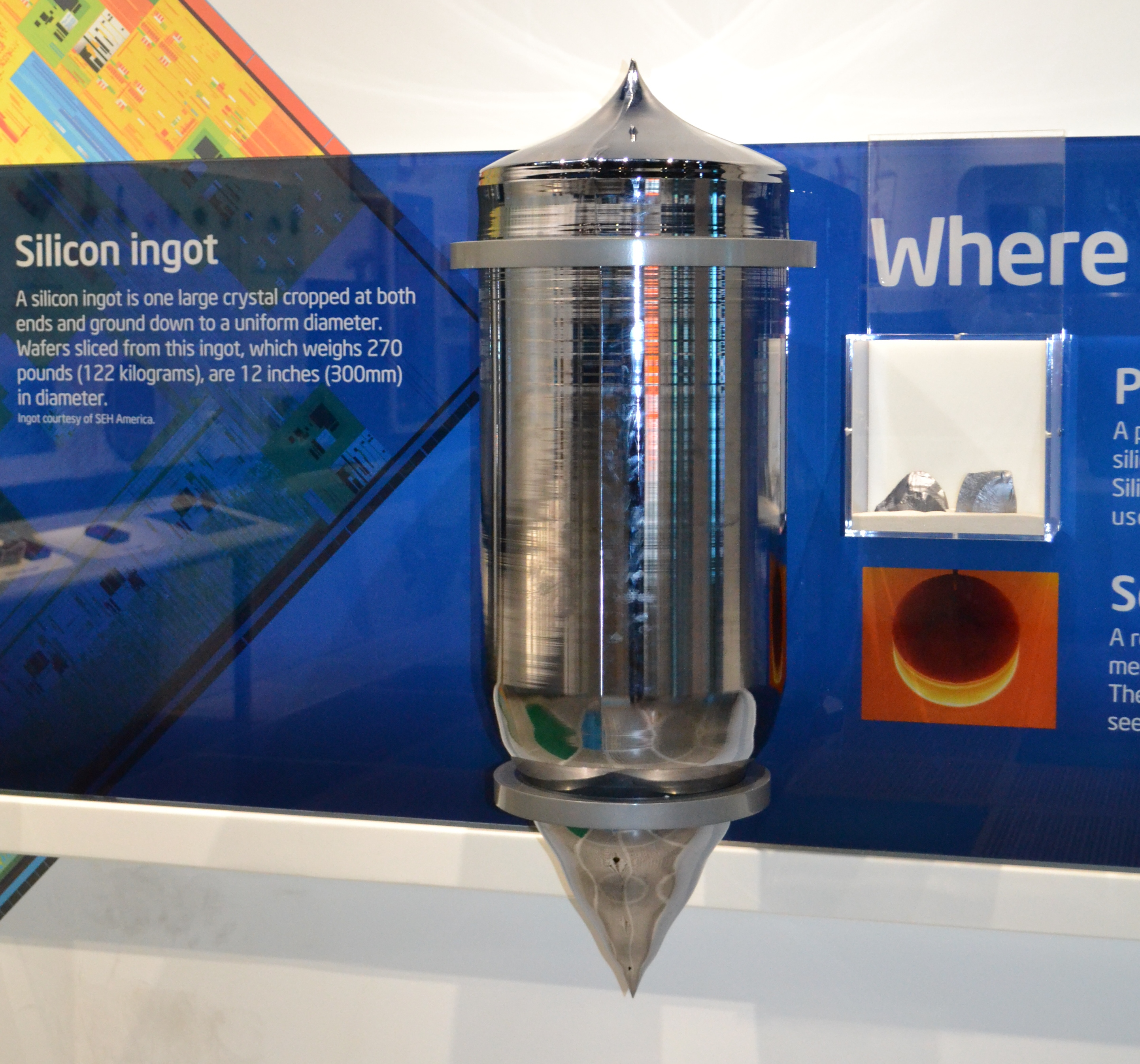
Монокристалічний зливок кремнію для виготовлення фотовольтаїчних пластин

Монокристал (англ. monocrystal, нім. Einkristall m) — кристал, структура якого неперервна й непорушна у всьому об'ємі.
Як правило, монокристал — це кристалічна речовина, що утворює один кристал. Протилежним терміном є полікристал — зразок із тією ж хімічною структурою, який складається із численних монокристалів — зерен, розділених границями.
Великі монокристали нечасто трапляються в природі. Їх вирощують штучно із кристалічних зародків.
Оскільки межі між зернами полікристалів дуже погіршують електричні властивості напівпровідників, більшість напівпровідникових приладів виготовляють із монокристалів, вирощених за допомогою спеціальних технологій. До таких технологій належать метод Чохральського, метод Бріджмена, напилення тонких плівок.
В Україні дослідженнями монокристалів займається зокрема Науково-технологічний комплекс «Інститут монокристалів» НАН України.

## Особливості

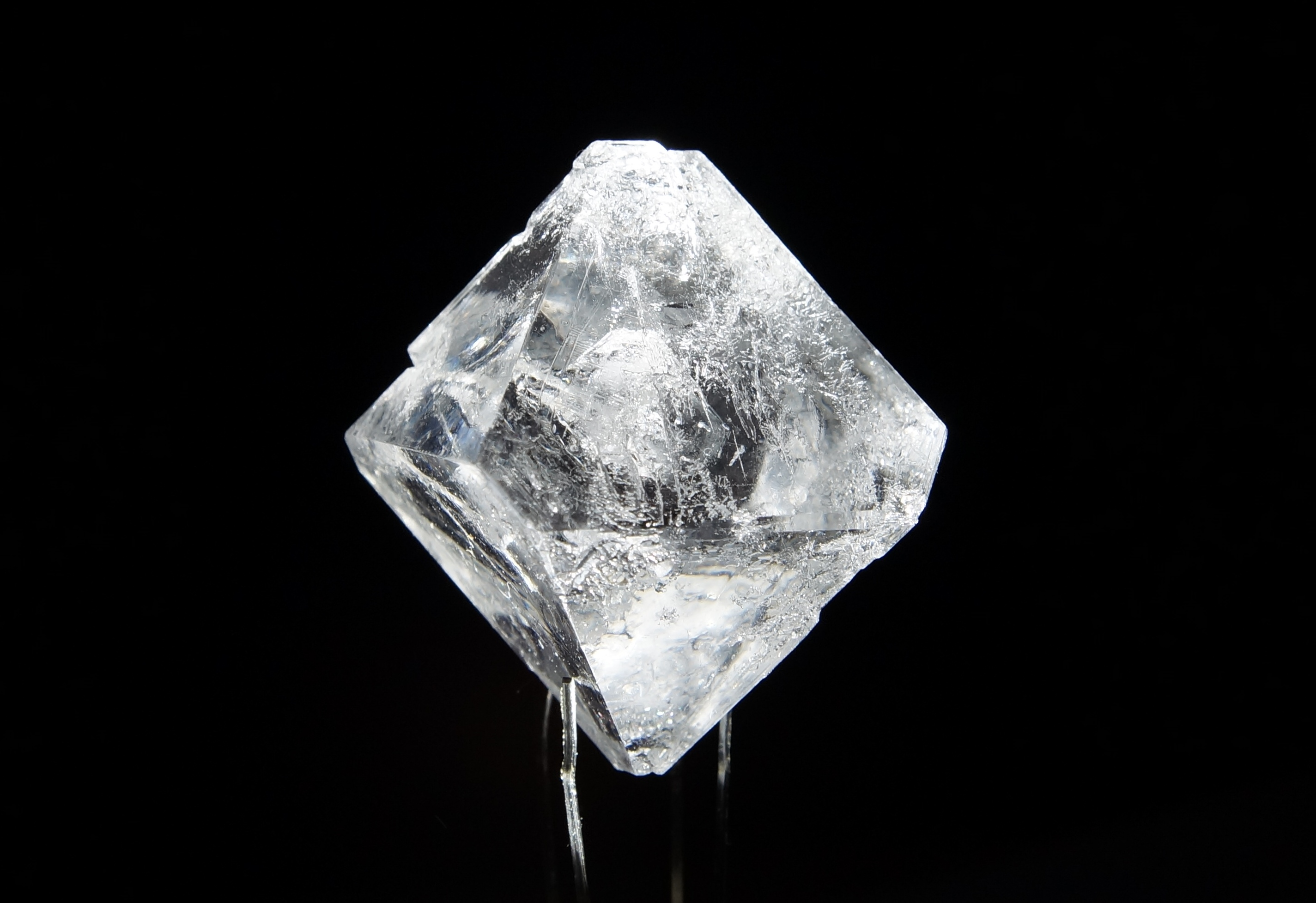
Монокристал додекагідрату сульфату алюмінію-калію

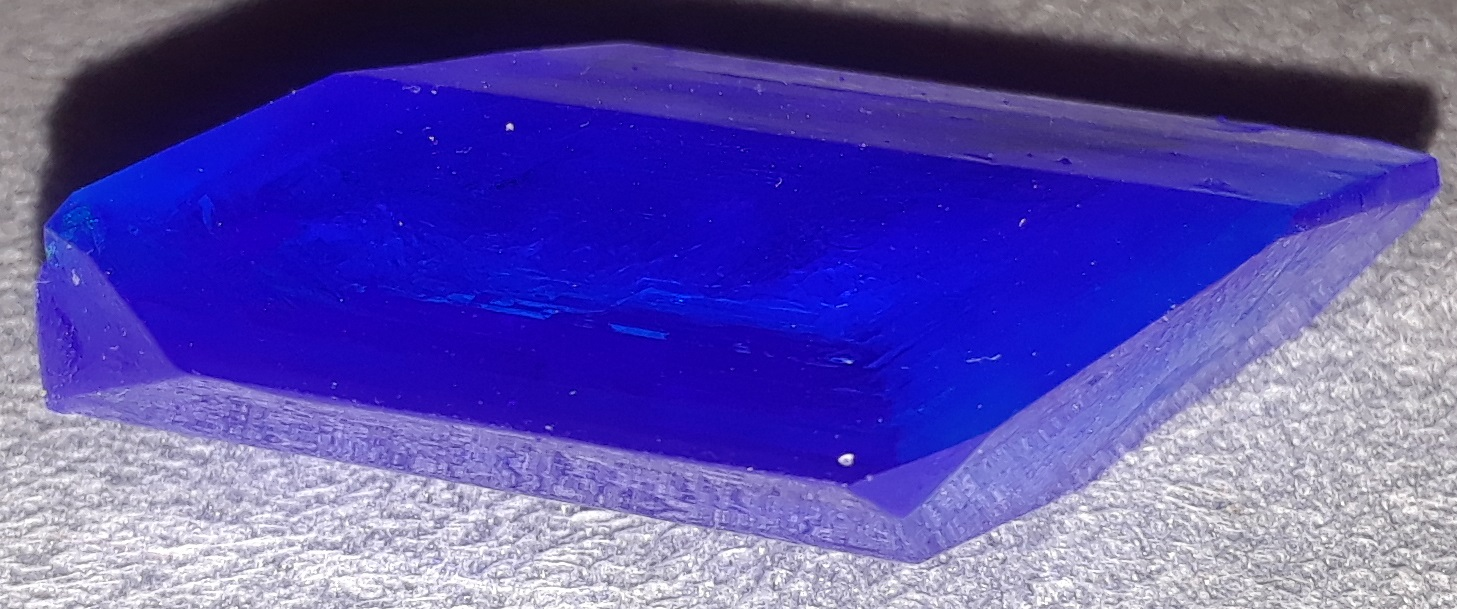
Монокристал пентагідрату сульфату міді (II)

Для монокристалів характерна анізотропія фізичних властивостей. Зовнішня форма монокристалу обумовлена його атомно-кристалічною ґраткою і умовами (переважно швидкістю й однорідністю) кристалізації. Повільно вирощений монокристал майже завжди набуває добре вираженого природного огранення, в нерівноважних умовах (середня швидкість росту) кристалізації огранення проявляється слабко. За ще більшої швидкості кристалізації замість монокристалу утворюються однорідні полікристали і полікристалічні агрегати, що складаються з безлічі по-різному орієнтованих дрібних монокристалів. Прикладами огранованих природних монокристалів є монокристали кварцу, кам'яної солі, ісландського шпату, алмазу, топазу. Велике промислове значення мають монокристали напівпровідникових і діелектричних матеріалів, вирощувані за особливих умов. Зокрема, монокристали кремнію і штучних сплавів елементів III (третьої) групи з елементами V (п'ятої) групи таблиці Менделєєва (наприклад, GaAs — арсенід галію) є основою сучасної твердотільної електроніки.
Монокристали металів та їх сплавів можуть мати підвищену міцність і застосовуються в авіадвигунобудуванні. Монокристали надчистих речовин мають однакові властивості незалежно від способу їх отримання.

## Отримання
Кристалізація відбувається поблизу температури плавлення (конденсації) з газоподібного (наприклад іній і сніжинки), рідкого (найчастіше) і твердого аморфного станів із виділенням тепла.
Кристалізація з газу або рідини має потужний очищувальний механізмом: хімічний склад повільно вирощених монокристалів практично ідеальний. Майже всі забруднення залишаються (накопичуються) в рідині або газі. Це відбувається тому, що під час зростання кристалічної решітки відбувається мимовільний підбір потрібних атомів (молекул у разі молекулярних кристалів) не тільки за їхніми хімічними властивостями (валентністю), але й за розміром.
Сучасній техніці вже не вистачає набору властивостей природних кристалів (особливо для створення напівпровідникових лазерів), і вчені придумали метод створення кристалоподібних речовин із проміжними властивостями, вирощуючи почергові надтонкі (одиниці — десятки нанометрів) шари кристалів зі схожими параметрами кристалічних ґраток[джерело?].